# Kloster Chammünster

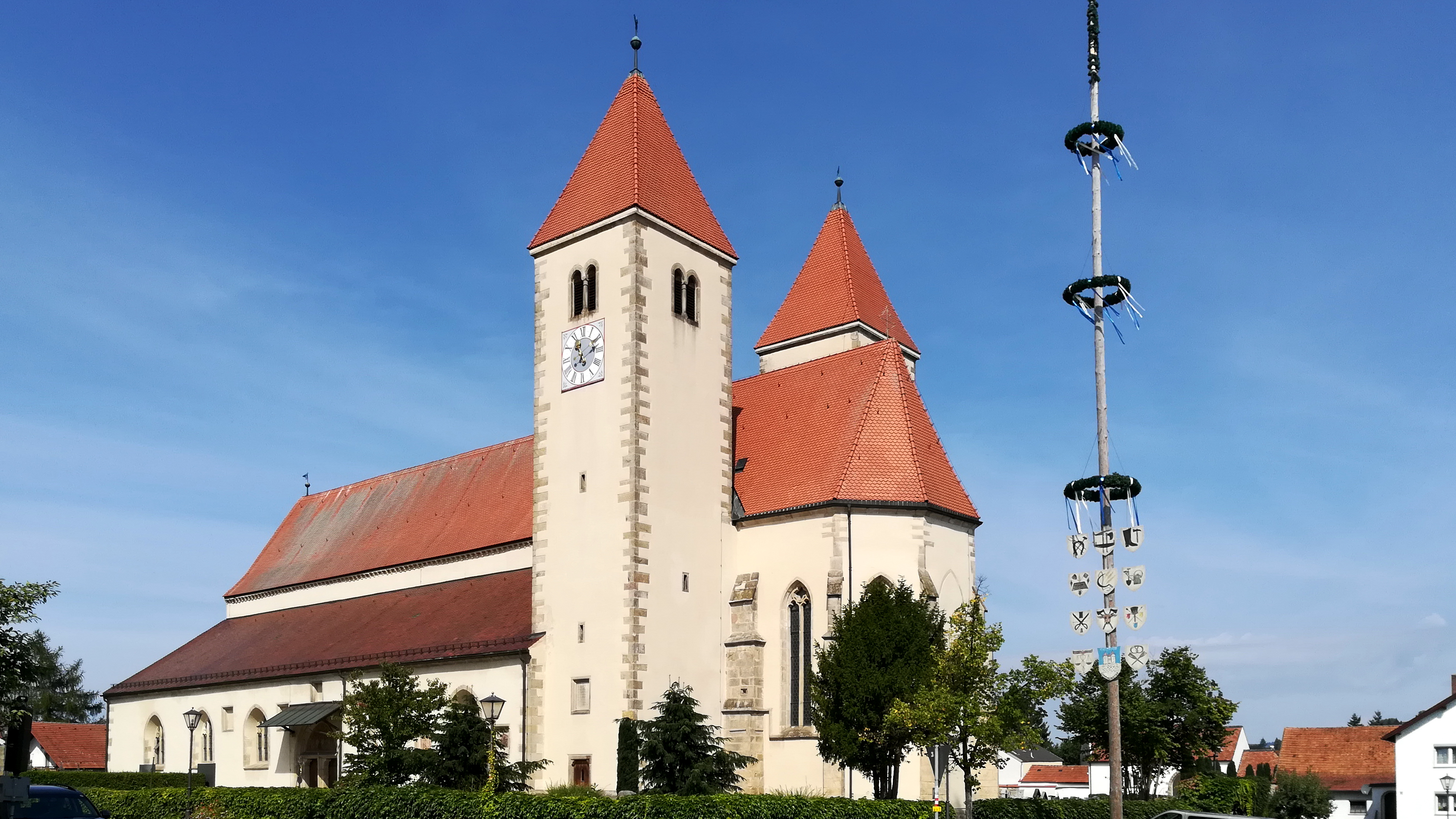
Ehemalige Klosterkirche Mariä Himmelfahrt in Chammünster

Das Kloster Chammünster  ist ein ehemaliges Kloster der Benediktiner im heutigen Chamer Stadtteil Chammünster in Bayern in der Diözese Regensburg.

## Geschichte
Das Mariä Himmelfahrt geweihte Kloster wurde angeblich schon im Jahr 739 als Benediktinerkloster von Mönchen der Regensburger Abtei St. Emmeram im Auftrag Herzogs Odilo von Bayern gegründet. Die erste urkundliche Erwähnung geht auf das Jahr 819 zurück. Es hatte überregionale Bedeutung für die Missionierung nicht nur des Bayerischen Waldes, sondern auch Böhmens. Schon in der 1. Hälfte des 10. Jahrhunderts ging das Kloster jedoch während der Ungarnstürme zugrunde.
Legende ist die angeblich 1016 unter Kaiser Heinrich II. vorgenommene Gründung eines Chorherrenstifts.
Das Münster wurde in der Folge Sitz des Dekanats Cham und zur Urpfarrei von 35 Pfarrgemeinden.